# Ґонскі (Груєцький повіт)
Ґонскі (пол. Gąski) — село в Польщі, у гміні Варка Груєцького повіту Мазовецького воєводства.
Населення — 245 осіб (2011).
У 1975-1998 роках село належало до Радомського воєводства.

## Демографія
Демографічна структура станом на 31 березня 2011 року:
|          | Загалом | Допрацездатний вік | Працездатний вік | Постпрацездатний вік |
| -------- | ------- | ------------------ | ---------------- | -------------------- |
| Чоловіки | 121     | 25                 | 80               | 16                   |
| Жінки    | 124     | 24                 | 73               | 27                   |
| Разом    | 245     | 49                 | 153              | 43                   |